# Дизен
Дизен (фр. Diesen) је насеље и општина у североисточној Француској у региону Лорена, у департману Мозел која припада префектури Форбаш.
По подацима из 2011. године у општини је живело 1088 становника, а густина насељености је износила 198,9 становника/km². Општина се простире на површини од 5,47 km². Налази се на средњој надморској висини од 250 метара (максималној 270 m, а минималној 213 m).

## Демографија
| 1962. | 1968. | 1975. | 1982. | 1990. | 2011. |
| ----- | ----- | ----- | ----- | ----- | ----- |
| 1.008 | 1.017 | 1.182 | 1.137 | 1.180 | 1.088 |

График промене броја становника у току последњих година